# You Never Saw Such a Girl
You Never Saw Such a Girl er en amerikansk stumfilm fra 1919 af Robert G. Vignola.

## Medvirkende
- Vivian Martin som Marty McKenzie
- Harrison Ford som Eric Burgess
- Mayme Kelso som Fannie Perkins
- Willis Marks som Esau
- Edna Mae Cooper som McKenzie